# 生野慈朗
生野 慈朗（しょうの じろう、1950年（昭和25年）2月25日 - 2023年（令和5年）4月6日）は、日本のテレビディレクター。TBSテレビ（旧TBSエンタテインメント）のドラマ演出家。兵庫県神戸市出身。

## 来歴・人物
1972年、慶應義塾大学経済学部卒業後、TBSに入社。
テレビドラマのAD・演出補などを経て、1978年にドラマ『夫婦ようそろ』で初めて演出に挑み、『3年B組金八先生』や『2年B組仙八先生』などの桜中学シリーズ、『男女7人夏物語』、『ビューティフルライフ』など数々のヒット作を手掛けた。また『3年B組金八先生』では、第5・7シリーズ以外の6編に参加し、スペシャル版も合わせて計37話分演出を手掛けるが、これは金八参加ディレクターの中では最多であった。自社制作以外ではテレパック制作にも演出で参加し、2006年には、映画『手紙』で自身16年ぶりとなる監督を務めた。
2010年に定年を迎えたが、以後も嘱託契約で制作1部に在籍していた。
2023年4月6日、間質性肺炎で死去した。73歳没。
長女はファッションモデルの生野優子（バークインスタイル所属）。

## 作品

### テレビドラマ
| - 夫婦ようそろ（1978年） - 3年B組金八先生シリーズ - 第1シリーズ（1979年） - 第2シリーズ（1980年） - 第3シリーズ（1988年） - 第4シリーズ（1995年） - 第6シリーズ（2001年） - 第8シリーズ（2007年） - ファイナル（2011年） - 2年B組仙八先生（1981年 - 1982年） - 3年B組貫八先生（1981年） - 無邪気な関係（1984年） - 輝きたいの（1984年） - 花田春吉なんでもやります（1985年） - 華やかな誤算（1985年） - もしも、学校が…!?（1985年、プロデュースも担当） - 男女7人シリーズ（テレパック制作） - 男女7人夏物語（1986年） - 男女7人秋物語（1987年） - 痛快!OL通り（1986年） - モナリザたちの冒険（1987年） - 痛快!ロックンロール通り（1988年） - 俺たちの時代（1989年） - クワタさんとマリ（1990年） | - 神をにくんで人をにくまず（1991年） - パパとなっちゃん（1991年） - 結婚したい男たち（1991年） - 次男次女ひとりっ子物語（1991年） - ずっとあなたが好きだった（1992年） - 愛のそば（1992年） - ひとりぼっちが怖い（1993年） - 愛するということ（1993年） - 誰にも言えない（1993年） - スウィート・ホーム（1994年） - 長男の嫁（1994年） - 僕が彼女に、借金をした理由。（1994年） - 私の運命（1994年） - ジューン・ブライド（1995年） - 愛していると言ってくれ（1995年） - 最後の家族旅行 Family Affair（1996年） - ひとり暮らし（1996年） - 最後の恋（1997年） - 不機嫌な果実（1997年） - 織田信長 天下を取ったバカ（1998年） - ラブとエロス（1998年） - ビューティフルライフ（2000年、プロデュースも担当） - QUIZ（2000年） - 真夏のメリークリスマス（2000年） | - Love Story（2001年） - First Love（2002年） - あなたの人生お運びします!（2003年） - オレンジデイズ（2004年） - 27歳の夏休み（2005年） - 今夜ひとりのベッドで（2005年） - 輪舞曲（2006年） - 孤独の賭け〜愛しき人よ〜（2007年） - SCANDAL（2008年、プロデュースも担当） - GM〜踊れドクター（2010年） - CO 移植コーディネーター（2011年） - 家族が家族であるために（2012年） - 松本清張没後20年スペシャル・寒流（2013年） - 女と男の熱帯（2013年） - 夜のせんせい（2014年） - 検事・霧島三郎（2014年） |

### 映画
- いこかもどろか（1988年）
- どっちもどっち（1990年）
- 手紙（2006年）[6]
- 余命（2009年）[7]
- 食べる女（2018年）

## 受賞歴
- 1994年
  - 第3回ザテレビジョンドラマアカデミー賞 タイトルバック賞（『僕が彼女に、借金をした理由。』）[8]
- 1995年
  - 第6回ザテレビジョンドラマアカデミー賞 タイトルバック賞（『愛していると言ってくれ』）[9]
- 2000年
  - 第24回ザテレビジョンドラマアカデミー賞（『ビューティフルライフ』）[10]
    - 監督賞（土井裕泰と共に）
    - キャスティング賞
    - タイトルバック賞
- 2001年
  - 第29回ザテレビジョンドラマアカデミー賞（『Love Story』）[11]
    - 監督賞（土井裕泰､今井夏木と共に）
    - タイトルバック賞（保坂久美子と共に）